# Den Danske Sommerskole
Den Danske Sommerskole er en selvstændig selvejende institution, der virker i tæt samarbejde med Danes Worldwide.
Sommerskolens formål er at arrangere skolevirksomhed for børn af danske i udlandet for herved at fremme kendskabet til dansk sprog og kultur. Dette sker normalt i form af et 3 ugers ophold i Danmark på nøje udvalgte efterskoler, som Sommerskolen arbejder tæt sammen med. Virksomheden gennemføres i samarbejde med Danes Worldwide og Danske Privatskoler.
Sommerskolerne medvirker til at knytte stærke bånd mellem danskere i udlandet og deres børn, giver livslange venskaber, og er en måde for venner og familie at være sammen på, samtidig med at de er tæt på en bærende del af den danske kultur.
Sommerskolen har egen bestyrelse, men får sekretariatsbetjening fra Danes Worldwide.